# Gonatopus nearcticus
Gonatopus nearcticus é uma espécie de insetos himenópteros, mais especificamente de vespas solitárias pertencente à família Dryinidae.
A autoridade científica da espécie é Fenton, tendo sido descrita no ano de 1927.
Trata-se de uma espécie presente no território português.